# Psaliodes cedaza
Psaliodes cedaza là một loài bướm đêm trong họ Geometridae.